# Ayala Antzokia
El Teatro Ayala (espanyol) o Aiala Antzokia (èuscar) és un antic teatre que va funcionar de 1945, any de construcció i el desembre de 2002. Era al número 18 del carrer Manuel Allende, al barri d'Indautxu de Bilbao,  al País Basc. Tenia 924 localitats, una cafeteria i nou vestuaris.
Durant els anys en què va funcionar com a teatre va patir un incendi el 1983, i fou remodelat per última vegada el 1994. El 2002 l'empresa propietària, Teatro Ayala S. A., el va remodelar per fer-ne un gimnàs amb una piscina central, però mantenint l'aspecte de teatre.